# 12e eeuw v.Chr.
De 12e eeuw v.Chr. (van de christelijke jaartelling) is de 12e periode van 100 jaar, dus bestaande uit de jaren 1200 tot en met 1101 v.Chr. De 12e eeuw v.Chr. behoort tot het 2e millennium v.Chr.
Opmerking: Omdat in deze tijd de dateringen meestal niet veel nauwkeuriger zijn dan plusminus enkele jaren, worden in deze tijd de gebeurtenissen per decennium weergegeven.
- 1200-900 v.Chr. is het Vroeg IJzertijdperk in Kanaän waarvan het grootste deel door Israëlieten wordt ingenomen.

## Gebeurtenissen
Middellandse Zeegebied
- Omstreeks deze tijd ontstaan allerlei volksverhuizingen waarin volkeren zuidwaarts trekken, mogelijk na een catastrofe (een aardbeving, klimaatverandering, hongersnood of de inval van een ander volk), een periode die wel de brandcatastrofe aan het einde van de bronstijd wordt genoemd.
- Wijdverspreide vernietiging van de steden van het oostelijke Middellandse Zeebekken, meest door brand door de Zeevolkse huurlingen.
- Ten gevolge van de Brandcatastrofe valt het eeuwenoude machtige rijk der Hettieten uiteen in een aantal stadstaten.
- Het einde van de bronstijd en het begin van de ijzertijd in de Levant.
- De Filistijnen vestigen zich aan de zuidwestkust van Kanaän (ca. 1200 - 1175 v.Chr.)
- In Mesopotamië worden waterschoepraderen in gebruik genomen bij de irrigatie van de landbouw.
- De Trojaanse Oorlog wordt uitgevochten (ca. 1184 v.Chr.)
- Het Fenicisch alfabet ontstaat.
- De Wet van Mozes ontstaat.

## Belangrijke personen
- Amenmesses, vijfde farao van de 19e dynastie van Egypte.
- Ramses III, tweede farao van de 20e dynastie van Egypte.
- Nebukadnezar I, vierde en belangrijkste koning van de Isin-dynastie van Babylonië.
- Mozes

<< · 1199-1190 · 1189-1180 · 1179-1170 · 1169-1160 · 1159-1150 · 1149-1140 · 1139-1130 · 1129-1120 · 1119-1110 · 1109-1100 · >>
<< · 20e · 19e · 18e · 17e · 16e · 15e · 14e · 13e · 12e · 11e · >>